# Crocidura leucodon
Crocidura leucodon là một loài động vật có vú trong họ Chuột chù, bộ Soricomorpha. Loài này được Hermann mô tả năm 1780.

## Hình ảnh

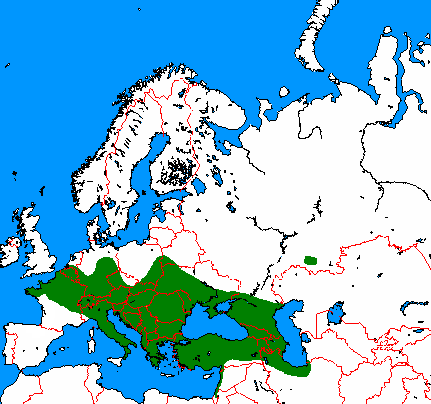
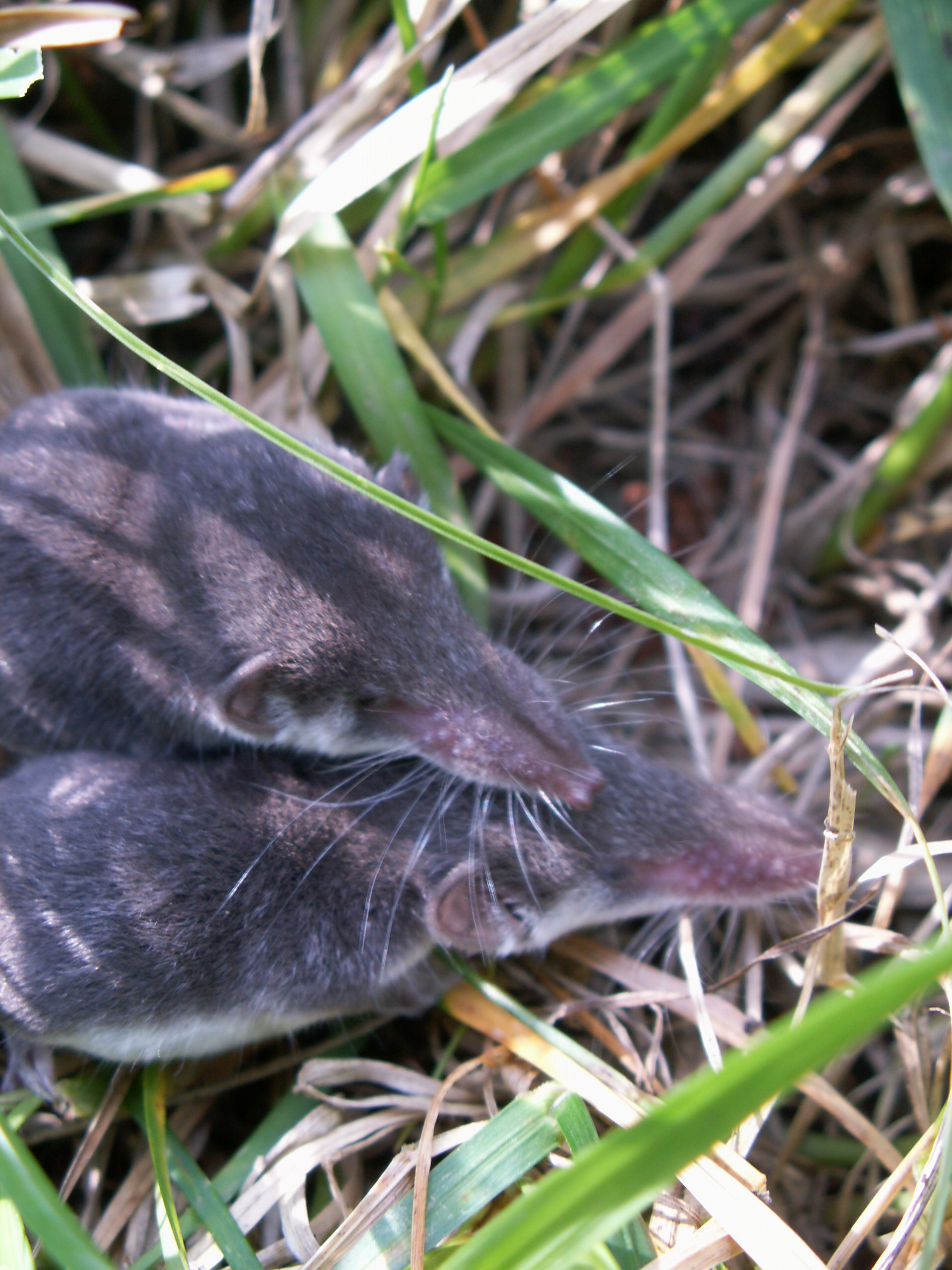
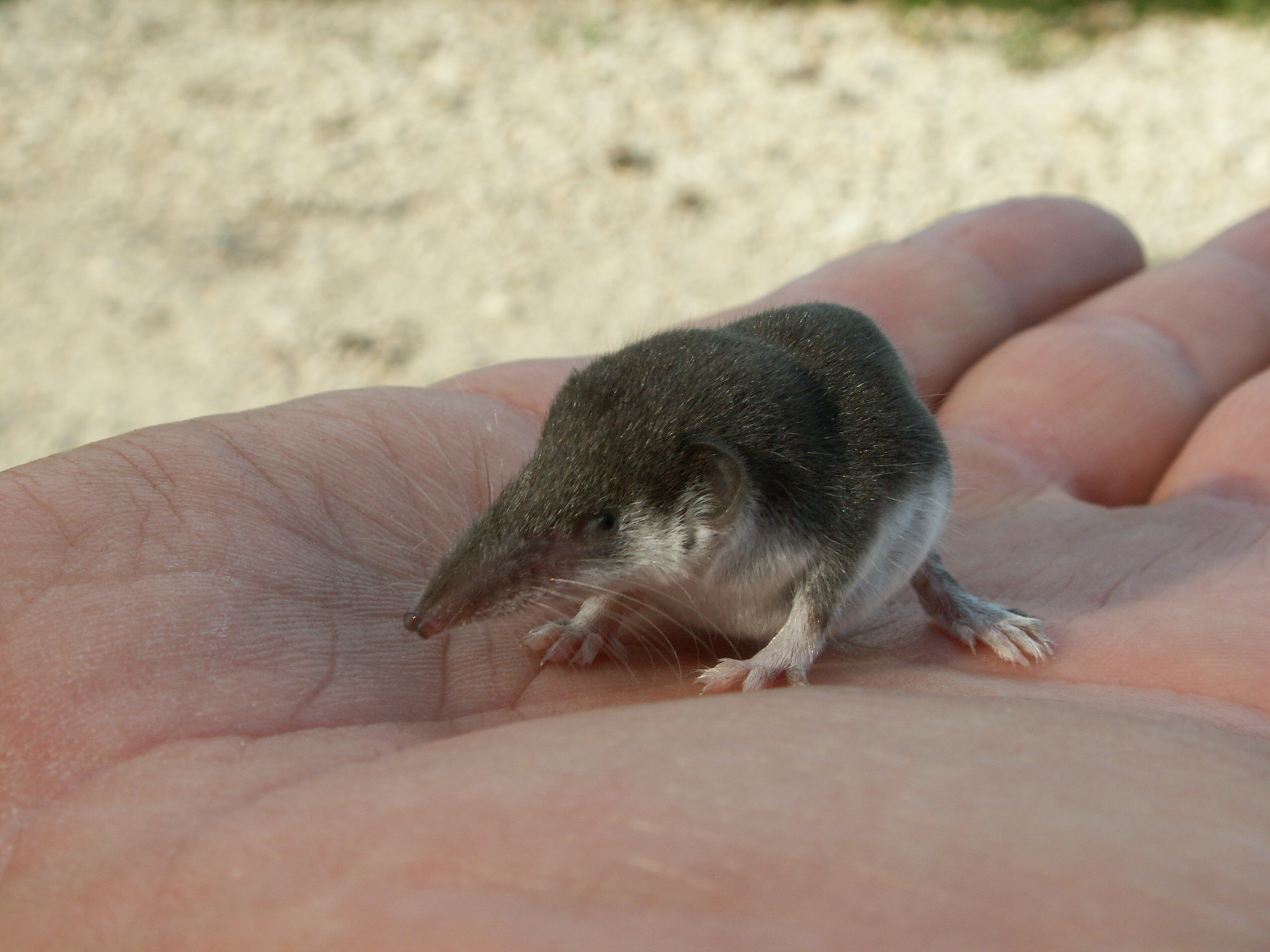

- Tập tin:Sorex minutus-1.jpg